# Sultan Muhammad bin Baysonqor
Sultan Muhammad (... – 1451) è stato un re persiano della dinastia timuride che regnò su quello che è oggi l'Iraq e l'odierna provincia di Fars in Iran, da circa il 1447 alla sua morte.
Era figlio di Baysonqor, a sua volta figlio di Shah Rukh.

## Biografia
Durante gli ultimi anni  di regno di Shah Rukh, Sultan Muhammad sollevò una rivolta nelle province occidentali dell'impero timuride contro il nonno. Nel 1446, Shah Rukh fu in grado stroncare la rivolta e catturare molti dei suoi sostenitori, ma Sultan Muhammad si rifugiò nel Lorestan. Dopo la morte di Shah Rukk, Sultan Muhammad tornò dal Lorestan ed assunse il controllo della Persia centrale. Insieme al fratellastro Abul-Qasim Babur Mirza del Grande Khorasan e allo zio Ulugh Beg di Transoxiana, divenne uno dei tre più potenti governanti dell'impero che si era dissolto. 
Sultan Muhammad, desideroso di espandere il suo dominio, iniziò presto una guerra contro Mirza Abul-Qasim Babur e invase il Khorasan. All'inizio la campagna ebbe successo; nel 1450 sconfisse Mirza Abul-Qasim Babur a Mashhad e in seguito a questo evento ottenne alcune terre. Tuttavia le cose cambiarono presto, ed egli venne catturato da Mirza Abul-Qasim Babur, che lo fece giustiziare. Mirza Abul-Qasim Babur bin Baysonqor si impadronì dei territori di Sultan Muhammad, ma ben presto li perse ad opera del Kara Koyunlu turkmeno governato da Jahan Shah. Suo figlio fu Yadgar Muhammad Mirza, che divenne sovrano del Grande Khorasan per 6 settimane.

## Vita personale
Muhammad ebbe due mogli:
- Agha Begi Agha, foflia di Yusuf Terkhan e madre di Ulugh Agha Begum;
- Tundi Begi Agha, madre di Yadgar Muhammad Mirza;